# Papirus Oxyrhynchus 23

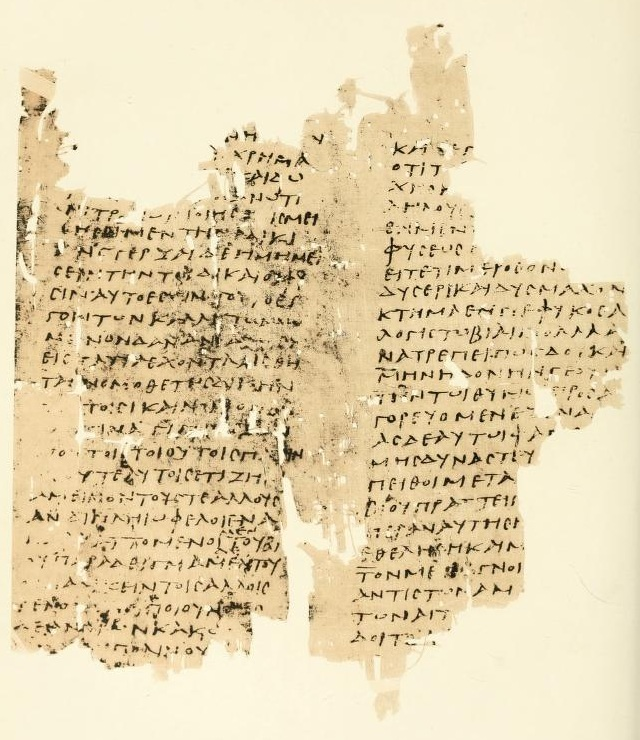
Papirus Oxyrhynchus 23

Papirus Oxyrhynchus 23 oznaczany jako P.Oxy.I 23 – rękopis zawierający fragmenty dziewiątej księgi dialogu Prawa Platona napisany w języku greckim. Papirus ten został odkryty przez Bernarda Grenfella i Arthura Hunta w 1897 roku w Oksyrynchos. Fragment jest datowany na III wiek n.e. Przechowywany jest w bibliotece Uniwersytetu w Cambridge (Add. Ms. 4030). Tekst został opublikowany przez Grenfella i Hunta w 1898 roku.
Manuskrypt został napisany na papirusie w formie zwoju. Rozmiary zachowanego fragmentu wynoszą 18,2 na 18,5 cm. Tekst jest napisany zwykłej wielkości, kwadratową, pochyłą uncjałą.